# Le règne de la beauté
Le règne de la beauté è un film del 2014 diretto da Denys Arcand.